# Tres Arroyos Airport
Tres Arroyos Airport är en flygplats i Argentina.   Den ligger i provinsen Buenos Aires, i den sydöstra delen av landet, 500 km söder om huvudstaden Buenos Aires. Tres Arroyos Airport ligger 114 meter över havet.
Terrängen runt Tres Arroyos Airport är platt. Närmaste större samhälle är Tres Arroyos, 4,6 km öster om Tres Arroyos Airport.
Trakten runt Tres Arroyos Airport består till största delen av jordbruksmark. Runt Tres Arroyos Airport är det glesbefolkat, med 9 invånare per kvadratkilometer.